# Meliora
Meliora (do latim "a busca de algo melhor") é o terceiro álbum da banda sueca de rock Ghost. Em 29 de maio, a capa e a lista de faixas de Meliora foram revelados ao público. Precedido pelo lançamento dos singles "Cirice", "From the Pinnacle to the Pit" e "Majesty", o álbum foi lançado em 21 de agosto de 2015.
Neste álbum, o vocalista Papa Emeritus II foi substituído por Papa Emeritus III. No dia 30 de maio de 2015 "Cirice" é lançado como single. No dia 3 de junho, o Ghost fez uma apresentação em sua cidade natal na qual "apresenta" o vocalista Papa Emeritus III.

## Antecedentes e gravação
O Ghost começou a elaborar seu terceiro álbum de estúdio, o sucessor de Infestissumam de 2013, no final de 2014. O ímpeto para seu tema "futurista" veio a um Nameless Ghoul cerca de um mês antes do início da turnê Infestissumam. Enquanto experimentava um novo equipamento de guitarra durante um ensaio, o Ghoul criou um efeito de "eco espacial" que fez um riff de guitarra soar "futurista [e] sci-fi". Nesse momento, ele teve a ideia para o próximo álbum.
Um Nameless Ghoul disse que, como a guitarra ficou em segundo plano em Infestissumam, a banda focou nos riffs de guitarra desde o início do novo álbum. Ele explicou que parte disso foi conseguido com quatro guitarras diferentes, cada uma tocada em três amplificadores diferentes, fazendo quatro performances por 12 amplificadores. Eles usaram duas Gibson SG, uma do início da década de 1980 e outra da década de 1960; uma Gibson Les Paul 1962; e uma Fender Telecaster.
Discutindo a escolha de Klas Åhlund como produtor, o Ghoul disse que, apesar de sua reputação de trabalhar com cantores pop e de nunca ter produzido uma banda de heavy metal antes, Åhlund tinha muitos dos mesmos interesses musicais do Ghost. Um membro da banda também disse: "Eu definitivamente acho que tivemos muitas ideias e muitos ângulos novos que não teríamos se tivéssemos trabalhado com um produtor de rock mais estabelecido".
Um integrante da banda disse que a pré-produção, composição e arranjos de Meliora levaram muito tempo, não permitindo o luxo de gravar nenhuma música que não fosse do álbum, com exceção de "Zenith", que ficou de fora do álbum principal, mas foi adicionada como faixa extra em uma edição limitada.
Mais tarde, Tobias Forge explicou que ele e Åhlund passaram três meses na pré-produção antes de irem para Los Angeles, onde gravaram a bateria com um baterista de estúdio. Ao retornar a Estocolmo, eles tiveram um "tipo de procedimento muito, muito extravagante e estúpido" em um grande estúdio, com várias pessoas entrando e saindo ou apenas rondando, sobre o qual ele disse: "Por um lado, você acha que é bom para o moral fazer isso, mas não, evidentemente não foi, no final."
"Zenith" foi exclusiva da edição Redux do álbum até dezembro de 2023, quando foi lançada globalmente via streaming como parte da coletânea 13 Commandments.

## Temas e composição

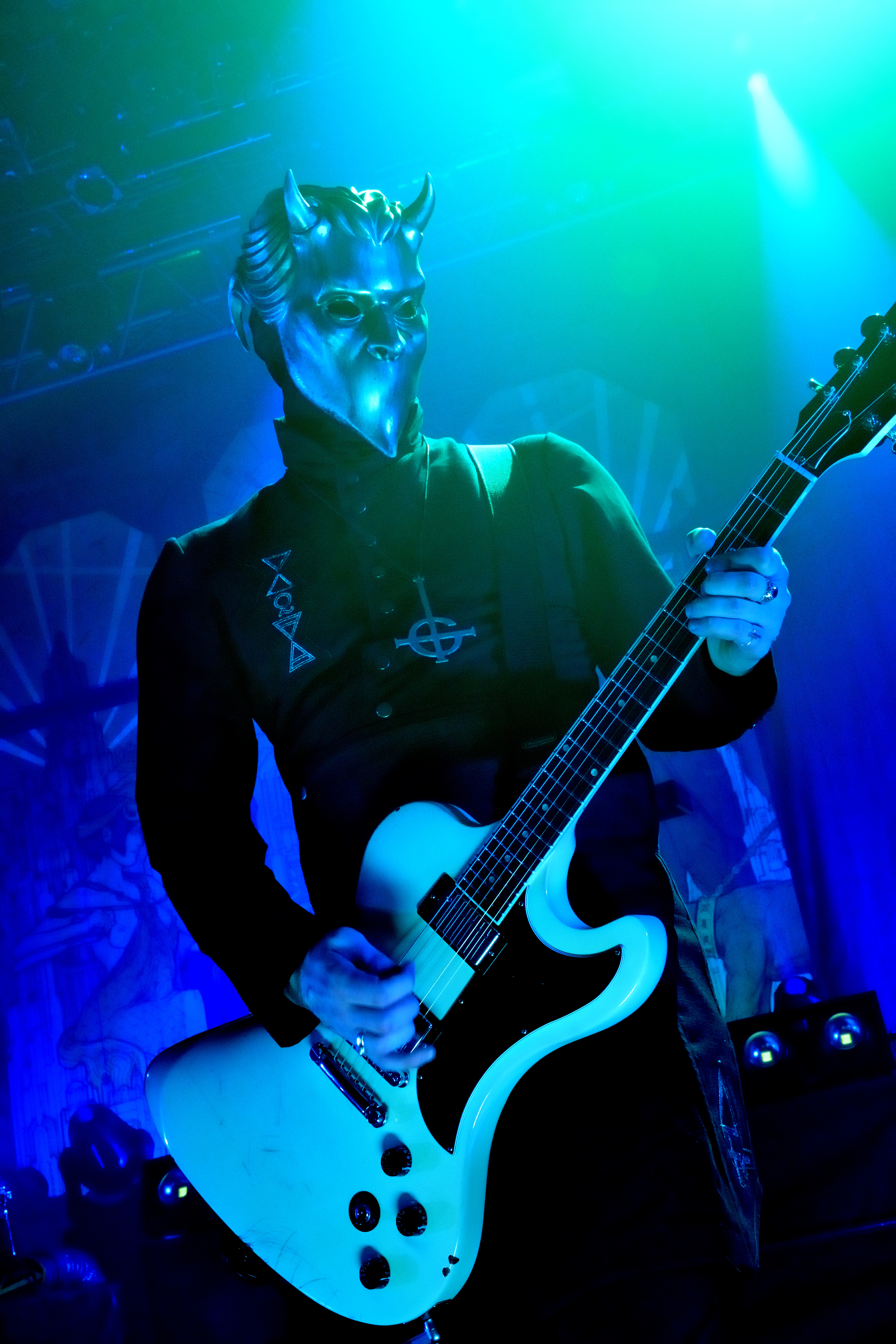
Sentindo que a guitarra ficou em segundo plano em seu álbum anterior, a banda focou no instrumento para Meliora.

Musicalmente, Meliora foi descrito como heavy metal, doom metal, rock psicodélico, rock progressivo, hard rock, e pop rock.  Após o álbum de estreia Opus Eponymous, que trata da vinda do Anticristo, e Infestissumam, que trata da presença do Anticristo, o tema principal de Meliora é “a ausência de Deus”. Um Nameless Ghoul disse: "A letra trata do vazio que acontece quando não há deus, quando não há ninguém para ajudá-lo. Mas mesmo assim, sempre haverá algum filho da puta lá para orientá-lo. E a banda é basicamente retratada como a parte religiosa que chega lá com uma mão orientadora. Oferecemos o único lugar no mundo que é espiritual”. Um membro da banda também disse que era "mais sobre o homem e a mulher modernos em sua busca por um propósito na vida. É difícil viver em uma sociedade se você não estiver disposto a aceitar que faz parte de uma coletividade, mas, geralmente, no mundo ocidental, há uma grande desconsideração pela responsabilidade individual”. O título do álbum, Meliora (latim para "a busca por algo melhor"), combina com o tema do conteúdo lírico e com "o cenário que queríamos pintar diante do qual tocamos essas músicas, basicamente, que deveria ser ser, ou é, uma coisa futurística superurbana, metropolitana, pré-apocalíptica e distópica".
Embora o Ghost tenha usado coros em seu álbum anterior, eles tiveram muitos problemas ao fazer isso. Desta vez, a banda decidiu ir além e gastar o dinheiro necessário. Um Nameless Ghoul disse: "Há muitos coros de mellotron porque queríamos que parecesse um pouco sintético e simulado. O coro simboliza o elemento gótico que surge de repente".
A faixa de abertura "Spirit" utilizou o riff de guitarra "futurista [e] sci-fi" que deu a um Nameless Ghoul a ideia para o álbum Meliora.
A Nameless Ghoul chamou "From the Pinnacle to the Pit" de uma "música verdadeiramente poderosa baseada em riffs, no estilo Led Zeppelin" e "algo que soaria muito bem saindo do som de um carro no estacionamento de uma escola secundária americana".
"Cirice" foi originalmente concebida junto com "Devil Church", que foi sua abertura, como um instrumental de nove minutos muito sombrio e lúgubre, sem refrão. Depois de trabalhar mais nela, a pedido de Åhlund, um refrão se materializou e as duas partes foram divididas.
A música "He Is" foi escrita em 2007. A banda tentou gravá-la para o Infestissumam, mas depois de tentar fazer com que "soasse como Ghost" e adicionar e subtrair aspectos, acabou colocando-a na prateleira. Ao iniciar a pré-produção de Meliora, eles acrescentaram "He Is" à lista e, após elogios de Åhlund, gravaram-na como era. Um Nameless Ghoul disse à Loudwire que a letra da música foi influenciada pelo suicídio de Selim Lemouchi, guitarrista do The Devil's Blood, que era amigo de membros do Ghost.
Discutindo "Majesty", um Ghoul disse: "Em termos de letra, é, por um lado, um hino sobre o senhor das trevas do submundo. Por outro lado, pinta a imagem de um enxame de pessoas que, em um mundo de completo desastre, idolatram um autoridade que claramente as despreza. Como amar algo que odeia você de volta".

## Promoção
Em 29 de maio de 2015, a arte e a lista de faixas de Meliora foram reveladas ao público. A música "Cirice" foi lançada como um download gratuito no site oficial da banda em 31 de maio. O videoclipe da música, dirigido por Roboshobo, estreou em 8 de junho. A música "Absolution" foi lançada para streaming em 31 de julho. Um videoclipe de "From the Pinnacle to the Pit", dirigido por Zev Deans, foi lançado em 14 de setembro. Durante a turnê Black to the Future, a banda recrutou fãs femininas locais para se vestirem de freiras e interpretarem "Sisters of Sin" (Irmãs do Pecado) enquanto serviam bebidas alcoólicas em cada show. Durante um concerto em 6 de outubro em St. Louis, Lzzy Hale do Halestorm serviu como Sister of Sin. Ghost apresentou "Cirice" no The Late Show with Stephen Colbert em 30 de outubro, durante um episódio com tema de Halloween, marcando a primeira aparição da banda na televisão nos Estados Unidos. Um vídeo com a letra de "He Is" foi carregado em 9 de novembro de 2015. Em setembro de 2016, o Ghost lançou uma edição especial do álbum, chamada Meliora Redux, que incluía "Zenith" e o EP Popestar.

## Recepção
| Críticas profissionais | Críticas profissionais |
| Pontuações agregadas   | Pontuações agregadas   |
| Fonte                  | Avaliação              |
| ---------------------- | ---------------------- |
| AnyDecentMusic?        | 7.6/10                 |
| Metacritic             | 78/100                 |
| Avaliações da crítica  |                        |
| Fonte                  | Avaliação              |
| AllMusic               | [ 35 ]                 |
| AntiHero Magazine      | [ 36 ]                 |
| GIG Soup               | 100%                   |
| The Guardian           | [ 38 ]                 |
| Metal Forces           | 7/10                   |
| Pitchfork              | 6.2/10                 |
| PopMatters             | [ 41 ]                 |
| Sputnikmusic           | 4.3/5                  |
| Stereoboard.com        | [ 43 ]                 |
| Western Herald         | 9.5/10                 |

Meliora recebeu críticas geralmente positivas dos críticos musicais. No Metacritic, que atribui uma classificação normalizada de 100 às críticas dos principais críticos, o álbum recebeu uma pontuação média de 78, o que indica "críticas geralmente favoráveis", com base em 12 críticas. Thomas Woroniak, da AntiHero Magazine, disse: "Ghost saiu na frente, oferecendo uma adição atraente à mensagem abrangente de liberdade autodeterminada com um álbum bem elaborado que arrasa mais do que nunca". Ele também acrescentou que o álbum “oferece um toque mais moderno com dentes mais afiados quando comparado ao seu antecessor, ao mesmo tempo que mantém a continuidade com a evolução geral do som característico da banda”. Montreal Rampage descreveu o som do álbum como "um híbrido peculiar de metal tipo Sabbath e rock progressivo".
Meliora ganhou o prêmio de Melhor Álbum de Hard Rock/Metal no Grammis Awards 2015, marcando a segunda vitória do Ghost na categoria. Foi nomeado um dos melhores álbuns de metal de 2015 por diversas publicações, incluindo Rolling Stone, AXS TV e LA Weekly. A Metal Hammer o nomeou como o 13º na sua lista dos melhores álbuns de 2015 em qualquer gênero. Os leitores o elegeram como o Melhor Álbum de Metal do ano no quinto prêmio anual Loudwire Music Awards, e a própria Loudwire o classificou em segundo lugar. Revolver também o considerou o segundo melhor álbum do ano em hard rock e heavy metal. A música "Cirice" ganhou o Grammy de Melhor Performance de Metal de 2016. Loudwire classificou a mesma música como a segunda Melhor Canção de Metal de 2015.
Meliora foi certificado como platina pela Federação Internacional da Indústria Fonográfica em novembro de 2016, pela venda de 40.000 exemplares. O álbum estreou em 8º lugar na parada Billboard 200, com uma estimativa de 29.000 cópias vendidas em sua primeira semana.

## Faixas
Os créditos divulgados são dados a "A Ghoul Writer", pseudônimo de Tobias Forge. Créditos reais de composição são adaptados do ASCAP.
| N.º            | Título                         | Compositor(es)                           | Duração |  |
| 1.             | "Spirit"                       | Tobias Forge, Martin Persner             | 5:15    |  |
| 2.             | "From the Pinnacle to the Pit" | Forge, Klas Åhlund, Persner              | 4:02    |  |
| 3.             | "Cirice"                       | Forge, Åhlund                            | 6:02    |  |
| 4.             | "Spöksonat" (Sonata Fantasma)  | Forge, Åhlund                            | 0:56    |  |
| 5.             | "He Is"                        | Forge, Åhlund, Persner                   | 4:13    |  |
| 6.             | "Mummy Dust"                   | Forge, Åhlund, Persner, Gustaf Lindström | 4:07    |  |
| 7.             | "Majesty"                      | Forge, Persner                           | 5:24    |  |
| 8.             | "Devil's Church"               | Forge                                    | 1:06    |  |
| 9.             | "Absolution"                   | Forge, Åhlund, Persner                   | 4:50    |  |
| 10.            | "Deus in Absentia"             | Forge, Åhlund, Johan Ingvar Lindström    | 5:37    |  |
| Duração total: | Duração total:                 | Duração total:                           | 41:35   |  |

| Edição Deluxe (Disco 2) |                                               |                                                              |         |  |
| N.º                     | Título                                        | Compositor(es)                                               | Duração |  |
| 1.                      | "Square Hammer"                               | Forge                                                        | 3:59    |  |
| 2.                      | "Nocturnal Me" (Cover de Echo & the Bunnymen) | Pete de Freitas, Les Pattinson, Will Sergeant, Ian McCulloch | 5:13    |  |
| 3.                      | "I Believe" (Cover de Simian Mobile Disco)    | Jas Shaw, Simon Lord, James Ford                             | 4:06    |  |
| 4.                      | "Missionary Man" (Cover de Eurythmics)        | Annie Lennox, David A. Stewart                               | 3:42    |  |
| 5.                      | "Bible" (Cover de Imperiet)                   | Christian Falk, Fred Asp, Joakim Thåström, Per Hägglund      | 6:34    |  |
| Duração total:          | Duração total:                                | Duração total:                                               | 23:36   |  |

| Meliora Redux  |                                               |         |  |
| N.º            | Título                                        | Duração |  |
| 11.            | "Zenith"                                      | 6:05    |  |
| 12.            | "Square Hammer"                               | 3:59    |  |
| 13.            | "Nocturnal Me" (Cover de Echo & the Bunnymen) | 5:13    |  |
| 14.            | "I Believe" (Cover de Simian Mobile Disco)    | 4:06    |  |
| 15.            | "Missionary Man" (Cover de Eurythmics)        | 3:42    |  |
| 16.            | "Bible" (Cover de Imperiet)                   | 6:34    |  |
| Duração total: | Duração total:                                | 71:11   |  |

| Limited LP     |                       |                        |         |  |
| N.º            | Título                | Compositor(es)         | Duração |  |
| 1.             | "Zenith"              | Forge, Åhlund, Persner | 6:05    |  |
| 2.             | "Cirice" (Radio Edit) | Forge, Åhlund          | 4:46    |  |
| Duração total: | Duração total:        | Duração total:         | 10:51   |  |

| Best Buy Exclusive Bonus Tracks |                                                     |                |         |  |
| N.º                             | Título                                              | Compositor(es) | Duração |  |
| 11.                             | "Year Zero" (Live)                                  | Forge, Persner | 5:00    |  |
| 12.                             | "If You Have Ghosts" (cover de Roky Erickson; Live) | Roky Erickson  | 4:13    |  |
| Duração total:                  | Duração total:                                      | Duração total: | 50:47   |  |

## Créditos
| - Papa Emeritus III – vocal - Nameless Ghouls: - – guitarra solo - – baixo - – guitarra rítmica - – teclados - – bateria | - Ludvig Kennberg – bateria | - Klas Åhlund – produção - Andy Wallace – mixagem - Brian Lucey – masterização - Zbigniew M. Bielak – arte - David M. Brinley – arte de "Zenith" para edição limitada |

## Desempenho nas paradas
| Parada musical (2015)                 | Posição |
| ------------------------------------- | ------- |
| Austrália (ARIA)                      | 20      |
| Áustria (Ö3 Austria Top 40)           | 41      |
| Bélgica (Ultratop Flandres)           | 21      |
| Bélgica (Ultratop Valônia)            | 23      |
| Canadá (Billboard)                    | 9       |
| Países Baixos (Dutch Charts)          | 6       |
| Finlândia (Suomen virallinen lista)   | 1       |
| França (SNEP)                         | 28      |
| Alemanha (Offizielle Deutsche Charts) | 19      |
| Irlanda (IRMA)                        | 65      |
| Noruega (VG-lista)                    | 2       |
| Suécia (Sverigetopplistan)            | 1       |
| Suíça (Schweizer Hitparade)           | 14      |
| Reino Unido (Official Albums Chart)   | 23      |
| Estados Unidos (Billboard 200)        | 8       |
| Estados Unidos (Top Hard Rock Albums) | 2       |
| Estados Unidos (Top Rock Albums)      | 2       |

## Certificações
| Região                                                                                             | Certificação | Vendas  |
| -------------------------------------------------------------------------------------------------- | ------------ | ------- |
| Suécia (GLF)                                                                                       | Platina      | 40 000^ |
| *números de vendas baseados somente na certificação ^distribuições baseadas apenas na certificação |              |         |